# أليخاندرو بيرنال
أليخاندرو بيرنال (بالإسبانية: Alejandro Bernal) (3 يونيو 1988 بمونتيريا في كولومبيا - ) هو لاعب كرة قدم كولومبي في مركز الوسط. لعب مع أتلتيكو ناسيونال وإنديبنديينتي سانتا في وديبورتيفو كالي.

## روابط خارجية
- أليخاندرو بيرنال على موقع قاعدة بيانات كرة القدم.إي يو (الإنجليزية)
- أليخاندرو بيرنال على موقع Soccerway.com (الإنجليزية)
- أليخاندرو بيرنال على موقع عالم كرة القدم.نت (الإنجليزية)
- أليخاندرو بيرنال على موقع AS.com (الإسبانية)